# Trans-Mara
Trans Mara is een Keniaans district. Het district telt 170.591 inwoners (1999) en heeft een bevolkingsdichtheid van 60 inw/km². Ongeveer 2,5% van de bevolking leeft onder de armoedegrens en ongeveer 59,0% van de huishoudens heeft beschikking over elektriciteit.